# أناند موهان سينغ
أناند موهان سينغ (بالهندية: anand mohan singh)‏ (بالإنجليزية: Anand Mohan Singh)‏ هو سياسي هندي، ولد في 28 يناير 1954. حزبياً، نشط في المؤتمر الوطني الهندي. وقد انتخب Member of the Legislative Assembly (India) ‏ وانتخب Member of the Bihar Legislative Assembly ‏ وانتخب عضو لوك سابها ‏.